# تشاك دالي
تشاك دالي (بالإنجليزية: Chuck Daly) مواليد 20 يوليو 1930 في سانت ماريز - الوفاة 9 مايو 2009، كان لاعب كرة سلة أمريكي أصبح مدرباً. بلغ طوله 6 قدم 2 بوصة (1.9 م). حقق ذهبية مع منتخب بلاده في الألعاب الأولمبية الصيفية.

## الميداليات
| الميدالية | المسابقة                       |
| --------- | ------------------------------ |
| ذهبية     | الألعاب الأولمبية الصيفية 1992 |

## روابط خارجية
- تشاك دالي على موقع قاعة المشاهير الجامعة الوطنية لكرة السلة (الإنجليزية)
- تشاك دالي على موقع سبورتس رفرنس (الإنجليزية)
- تشاك دالي على موقع كلية كرة السلة في سبورتس رفرنس.كوم (الإنجليزية)
- تشاك دالي على موقع أوليمبيديا (الإنجليزية)